# Microregione di Itapipoca
Itapipoca è una microregione dello Stato del Ceará in Brasile, appartenente alla mesoregione di Norte Cearense.

## Comuni
Comprende 3 municipi:
- Amontada
- Itapipoca
- Trairi